# Mecynocorpus salvum
Mecynocorpus salvum är en tvåvingeart som först beskrevs av Aldrich 1916.  Mecynocorpus salvum ingår i släktet Mecynocorpus och familjen köttflugor. Inga underarter finns listade i Catalogue of Life.